# Institute of Cancer Research
L'Institute of Cancer Research (ICR) est un institut public de recherche située à Londres, Royaume-Uni, spécialisée en oncologie. L’institut est un collège de l'université de Londres. Il a été fondé en 1909 en tant que département de recherche du Royal Marsden Hospital et a joint l'Université de Londres en 2003. Plusieurs découvertes révolutionnaires ont été effectuées à l’institut.
L’institut a deux sites, un à Chelsea dans le centre de Londres, et un à Sutton, au sud-ouest de Londres. Il avait un revenu total de 96,4 millions de £ en 2012/13, dont 52,3 millions de £ de bourses de recherche. L'ICR accueille des étudiants en thèmes d’oncologie et compte actuellement environ 340 étudiants. En collaboration avec l'hôpital Royal Marsden l'ICR constitue le plus grand centre de lutte contre le cancer en Europe.

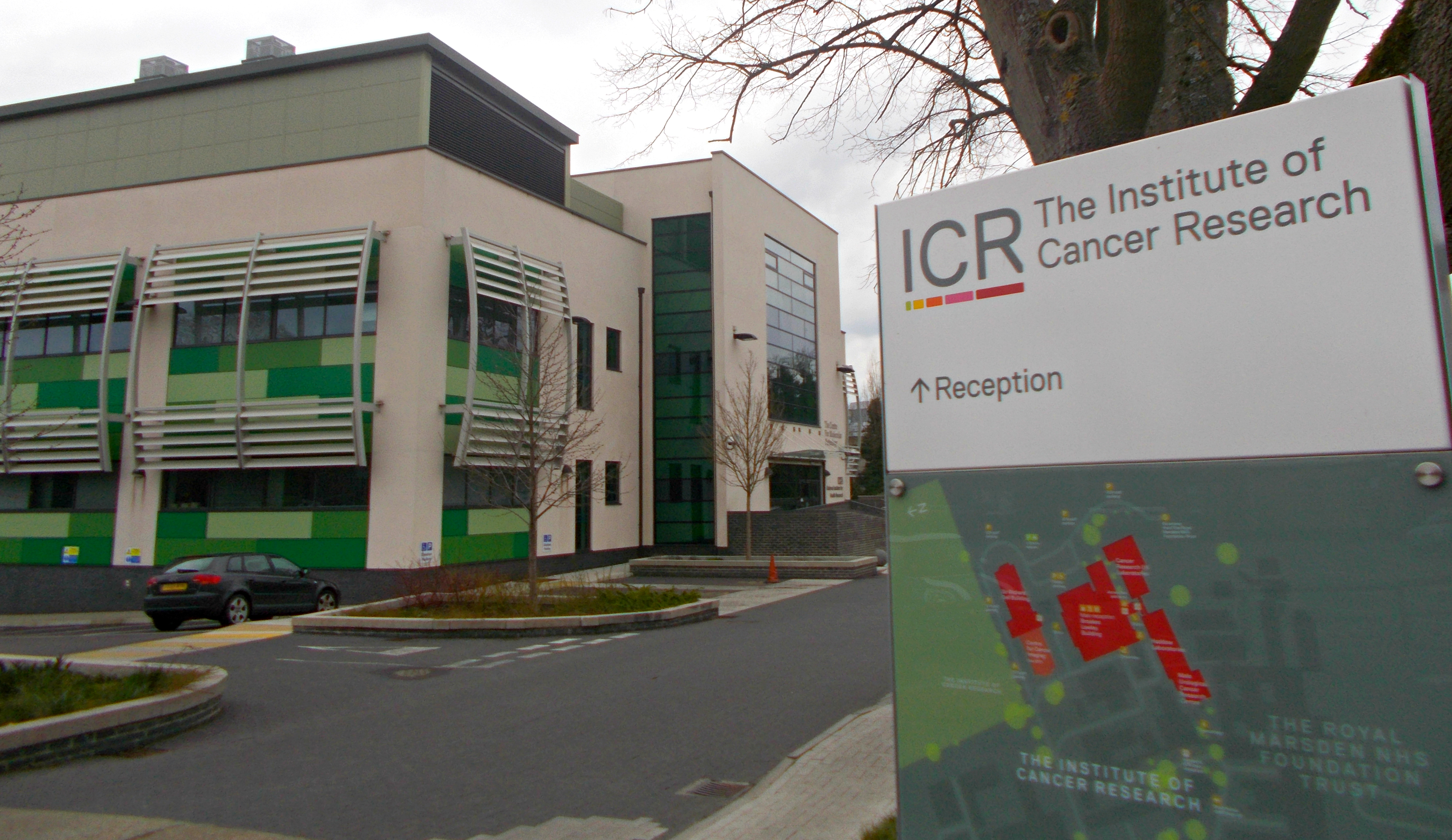
L'Institute of Cancer Research à Sutton